# تفازرت (تكارت)
تفازرت هو دُوَّار يقع بجماعة تمكرت، إقليم الحوز، جهة مراكش آسفي في المملكة المغربية. ينتمي الدوّار لمشيخة تكارت التي تضم 10 دواوير. يقدر عدد سكانه بـ 230 نسمة حسب الإحصاء الرسمي للسكان والسكنى لسنة 2004.

## روابط خارجية
- البوابة الوطنية للجماعات الترابية نسخة محفوظة 12 مارس 2018 على موقع واي باك مشين.
- المندوبية السامية للتخطيط